# Anchieta's honingzuiger
De Anchieta's honingzuiger (Anthreptes anchietae) is een zangvogel uit de familie Nectariniidae (honingzuigers).

## Verspreiding en leefgebied
Deze soort komt voor van Angola tot zuidoostelijk Congo-Kinshasa, Zambia, zuidwestelijk Tanzania, Malawi en noordelijk Mozambique.